# Mike Mazurki
Mike Mazurki, pseudonimo di Mikhail Mazurkevych (Ternopil', 25 dicembre 1907 – Glendale, 9 dicembre 1990), è stato un attore e wrestler statunitense di origine ucraina.

## Biografia
Mikhail Mazurkevych nacque a Ternopil', all'epoca in territorio austro-ungarico, oggi in Ucraina. La sua famiglia emigrò negli Stati Uniti quando lui aveva sei anni e si stabilì a Cohoes, nei pressi di Albany (New York). Dopo gli studi superiori presso il La Salle Institute di Troy (New York), si laureò al Manhattan College e diventò atleta professionista, eccellendo nel football e nella pallacanestro, ma mettendosi in particolare luce nella dura disciplina del wrestling.
Mentre si trovava a gareggiare a Los Angeles, nel 1941 Mazurki fu notato dal regista Josef von Sternberg, che gli affidò un ruolo minore di lottatore cinese nel film I misteri di Shanghai (1941). Fu l'inizio di una lunga e prolifica carriera cinematografica (che conta circa 125 film all'attivo) e, più avanti, sul piccolo schermo. Dopo una serie di brevi ruoli non accreditati, nel 1944 l'attore diede forse la sua interpretazione più memorabile nel noir L'ombra del passato (1944), tratto dal romanzo Addio, mia amata di Raymond Chandler, e interpretato da Dick Powell nel ruolo del detective Philip Marlowe. Nella parte del gigantesco Moose Malloy, l'ex detenuto lento di comprendonio, Mazurki appare già nelle sequenze di apertura del film, quando Marlowe narra in flashback alla polizia le circostanze che l'hanno condotto a risolvere un intrigante mistero e a rimanere temporaneamente accecato in una sparatoria. Il personaggio di Malloy, appena uscito di prigione, assolda Marlowe affinché questi ritrovi la sua fidanzata, di cui Malloy non ha notizie da tempo. La scena in cui l'imponente e minacciosa silhouette di Malloy, una delle figure-chiave della pellicola, si staglia contro la porta a vetri dell'ufficio di Marlowe, in un sapiente gioco di inquadrature notturne ricche di ombre sinistre e di luci al neon intermittenti, rimane una delle scene più indimenticabili e caratteristiche della cinematografia noir.
Durante gli anni quaranta Mazurki fu una presenza costante sul grande schermo, interpretando innumerevoli parti di criminale e di "duro". Nel 1945 impersonò Alexis Banning, il killer psicopatico detto Splitface (lo "sfregiato") nel film Dick Tracy (1945), in cui la sua maschera dai lineamenti incisivi venne resa più inquietante nel make-up da una profonda cicatrice attraverso il volto. Nella seconda metà degli anni quaranta lavorò come caratterista in pellicole come Gli invincibili (1947) e Sansone e Dalila (1949) di Cecil B. DeMille, e polizieschi come Le vie della città (1948) e La città nera (1950). All'apice della carriera, nel 1950 ebbe l'occasione di interpretare la parte di un wrestler chiamato "The Strangler" nel noir I trafficanti della notte (1950) di Jules Dassin, in cui portò la propria esperienza sportiva in qualità di consulente tecnico nelle scene di lotta che interpretò per esigenze di trama. Il suo match con l'ex wrestler Stanislaus Sbyszko (nel ruolo di Gregorius) è considerata una delle scene di wrestling più verosimili e meglio realizzate nella storia del cinema.
Dall'inizio degli anni cinquanta iniziò a lavorare per il piccolo schermo in numerose serie come Frida (1956), nei panni del wrestler Hercules Throckmorton, che affronta il protagonista Rob McLaughlin (Gene Evans). Il cinema lo vide ancora comunque in ruoli di comprimario in film come Il giro del mondo in 80 giorni (1956), dove apparve in un breve ruolo di ubriaco nelle sequenze ambientate a Hong Kong, e A qualcuno piace caldo (1959), nei panni di uno dei componenti della banda del gangster "Ghette" (George Raft), dimostrando di essere a suo agio nella commedia, tanto da comparire anche nei successivi Angeli con la pistola (1961), nel ruolo di Big Mike, e I 4 del Texas (1964), nelle vesti di una delle guardie del corpo di Zack Thomas (Frank Sinatra).
Mazurki continuò a recitare durante tutti gli anni sessanta, partecipando a serie come Gli intoccabili (1959-1962), Perry Mason (1963-1964), Batman (1967), Bonanza (1968-1969). Continuò inoltre a dedicarsi al wrestling: nel 1965, infatti, fu cofondatore e primo presidente del Cauliflower Alley Club, un'associazione di wrestler professionisti il cui logo è formato dall'immagine dell'orecchio "a cavolfiore" di Mazurki. L'attore morì nel 1990, a 82 anni, dopo aver partecipato con un cameo alla versione di Dick Tracy (1990) diretta e interpretata da Warren Beatty. Nel 2005 gli venne assegnato postumo il New York State Award da parte della Professional Wrestling Hall of Fame, per il suo contributo a questa disciplina sportiva e per il ruolo ricoperto nell'associazione Cauliflower Alley Club.

## Vita privata
Mike Mazurki ebbe due figli dal primo matrimonio (1943-1950) con l'attrice Jeanette Briggs. Dal 1968 fino alla morte fu sposato in seconde nozze con Sylvia Weinblatt.

## Filmografia

### Cinema
- Belle of the Nineties, regia di Leo McCarey (1934) (non accreditato)
- Black Fury, regia di Michael Curtiz (1935)
- I misteri di Shanghai (The Shanghai Gesture), regia di Josef von Sternberg (1941)
- About Face, regia di Kurt Neumann - cortometraggio (1942) (non accreditato)
- Dr. Renault's Secret, regia di Harry Lachman (1942) (non accreditato)
- La luna e sei soldi (The Moon and Sixpence), regia di Albert Lewin (1942) (non accreditato)
- That Other Woman, regia di Ray McCarey (1942) (non accreditato)
- Il sentiero della gloria (Gentleman Jim), regia di Raoul Walsh (1942) (non accreditato)
- It Ain't Hay, regia di Erle C. Kenton (1943) (non accreditato)
- Prairie Chikens, regia di Hal Roach Jr. (1943) (non accreditato)
- Taxi, Mister, regia di Kurt Neumann (1943)
- Mission to Moscow, regia di Michael Curtiz (1943) (non accreditato)
- Tragico oriente (Behind the Rising Sun), regia di Edward Dmytryk (1943) (non accreditato)
- Thank Your Lucky Stars, regia di David Butler (1943) (non accreditato)
- Swing Fever, regia di Tim Whelan (1943)
- Henry Aldrich Haunts a House, regia di Hugh Bennett (1943)
- Whistling in Brooklyn, regia di S. Sylvan Simon (1943) (non accreditato)
- L'angelo perduto (Lost Angel), regia di Roy Rowland (1943) (non accreditato)
- Al chiaro di luna (Shine on Harvest Moon), regia di David Butler (1944) (non accreditato)
- Temporale d'estate (Summer Storm), regia di Douglas Sirk (1944) (non accreditato)
- Lo spettro di Canterville (The Canterville Ghost), regia di Jules Dassin (1944)
- The Missing Juror, regia di Budd Boetticher (1944) (non accreditato)
- Il pirata e la principessa (The Princess and the Pirate) di David Butler - non accreditato (1944)
- L'ombra del passato (Murder, My Sweet), regia di Edward Dmytryk (1944)
- La tromba squilla a mezzanotte (The Horn Blows at Midnight), regia di Raoul Walsh (1945)
- The Jury Goes Round'n' Round, regia di Jules White - cortometraggio (1945)
- Nel mar dei Caraibi (The Spanish Main), regia di Frank Borzage (1945)
- Gianni e Pinotto a Hollywood (Bud Abbott and Lou Costello in Hollywood), regia di S. Sylvan Simon (1945)
- Dakota, regia di Joseph Kane (1945)
- Dick Tracy, regia di William Berke (1945)
- L'uomo ombra torna a casa (The Thin Man Goes Home), regia di Richard Thorpe (1945) (non accreditato)
- Live Wires, regia di Phil Karlson (1946)
- Mysterious Intruder, regia di William Castle (1946)
- The French Key, regia di Walter Colmes (1946)
- Sinbad il marinaio (Sinbad the Sailor), regia di Richard Wallace (1947)
- Dill l'uccisore (Killer Dill), regia di Lewis D. Collins (1947)
- Gli invincibili (Unconquered), regia di Cecil B. DeMille (1947)
- La fiera delle illusioni (Nightmare Alley), regia di Edmund Goulding (1947)
- Le vie della città (I Walk Alone), regia di Byron Haskin (1948)
- Il vagabondo della città morta (Relentless), regia di George Sherman (1948)
- Gianni e Pinotto contro i gangsters, (The Noose Hangs High), regia di Charles Barton (1948)
- La figlia di Nettuno (Neptune's Daughter), regia di Edward Buzzell (1949)
- Le due suore (Come to the Stable), regia di Henry Koster (1949)
- La corda di sabbia (Rope of Sand), regia di William Dieterle (1949)
- The Devil's Henchman, regia di Seymour Friedman (1949)
- La tratta degli innocenti (Abandoned), regia di Joseph M. Newman (1949)
- Sansone e Dalila (Samson and Delilah), regia di Cecil B. DeMille (1949)
- I trafficanti della notte (Night and the City), regia di Jules Dassin (1950)
- La città nera (Dark City), regia di William Dieterle (1950)
- He's a Cockeyed Wonder, regia di Peter Godfrey (1950)
- Pier 23, regia di William Berke (1951)
- Avvocati criminali (Criminal Lawyer), regia di Seymour Friedman (1951)
- I dieci della legione (Ten Tall Men), regia di Willis Goldbeck (1951)
- L'immagine meravigliosa (The Light Touch), regia di Richard Brooks (1951)
- L'avventuriera di Tangeri (My Favorite Spy), regia di Norman Z. McLeod (1951)
- Sinuhe l'egiziano (The Egyptian), regia di Michael Curtiz (1954) (non accreditato)
- Anonima delitti (New York Confidential), regia di Russell Rouse (1955)
- Rivolta al molo n. 6 (New Orleans Uncensored), regia di William Castle (1955)
- Oceano rosso (Blood Alley), regia di William A. Wellman (1955)
- Uno straniero tra gli angeli (Kismet), regia di Vincente Minnelli (1955)
- La saga dei comanches (Comanche), regia di George Sherman (1956)
- Il giro del mondo in ottanta giorni (Around the World in Eighty Days), regia di Michael Anderson (1956) (non accreditato)
- La camera blindata (Man in the Vault), regia di Andrew V. McLaglen (1956)
- I filibustieri dei mari del sud (Hell Ship Mutiny), regia di Lee Sholem e Elmo Williams (1957)
- The Man Who Died Twice, regia di Joseph Kane (1958)
- I bucanieri (The Buccaneer), regia di Anthony Quinn (1958)
- A qualcuno piace caldo (Some Like It Hot), regia di Billy Wilder (1959)
- Arriva Jesse James (Alias Jesse James), regia di Norman Z. McLeod (1959) (non accreditato)
- Un adulterio difficile (The Facts of Life), regia di Melvin Frank (1960)
- Swingin' Along, regia di Charles Barton (1961)
- Il mattatore di Hollywood (The Errand Boy), regia di Jerry Lewis (1961)
- Angeli con la pistola (Pocketful of Miracles), regia di Frank Capra (1961)
- Zotz!, regia di William Castle (1962)
- Cinque settimane in pallone (Five Weeks in a Balloon), regia di Irwin Allen (1962)
- I tre della Croce del Sud (Donovan's Reef), regia di John Ford (1963)
- Questo pazzo, pazzo, pazzo, pazzo mondo (It's a Mad Mad Mad Mad World), regia di Stanley Kramer (1963)
- I 4 del Texas (4 for Texas), regia di Robert Aldrich (1963)
- Il grande sentiero (Cheyenne Autumn), regia di John Ford (1964)
- Pazzi, pupe e pillole (The Disorderly Orderly), regia di Frank Tashlin (1964)
- Requiem per un pistolero (Requiem for a Gunfighter), regia di Spencer Gordon Bennet (1965)
- Missione in Manciuria (7 Women), regia di John Ford (1966)
- Un maggiordomo nel Far West (The Adventures of Bullwhip Griffin), regia di James Neilson (1967)
- Scusi, dov'è il fronte? (Which Way to the Front?), regia di Jerry Lewis (1970) (non accreditato)
- Troppo nude per vivere (The Centerfold Girls), regia di John Peyser (1974)
- Un uomo tutto d'un pezzo (The Wild McCullochs), regia di Max Baer Jr. (1975)
- L'avventura del grande nord (Challenge to Be Free), regia di Tay Garnett e Ford Beebe (1975)
- Won Ton Ton, il cane che salvò Hollywood (Won Ton Ton: The Dog Who Saved Hollywood) regia di Michael Winner (1976)
- Paesano: a Voice in the Night, regia di Albero Sarno (1977)
- La più bella avventura di Lassie (The Magic of Lassie), regia di Don Chaffey (1978)
- Oltre la legge (The One Man Jury), regia di Charles Martin (1978)
- Il distributore più pazzo del mondo (Gus Pump Girls), regia di Joel Bender (1979)
- Alligator, regia di Lewis Teague (1980)
- California Dolls (All the Marbles), regia di Robert Aldrich (1981) (non accreditato)
- Prigione modello (Doin' Time), regia di George Mendeluk (1985)
- Donne amazzoni sulla Luna (Amazon Women on the Moon), regia di Joe Dante e Carl Gottlieb (1987)
- Dick Tracy, regia di Warren Beatty (1990)
- Mob Boss, regia di Fred Olen Ray (1990)

### Televisione
- Duffy's Tavern – serie TV, episodio 1x29 (1954)
- The Public Defender – serie TV, episodio 2x16 (1954)
- Disneyland – serie TV, episodio 1x14 (1955)
- Schlitz Playhouse of Stars – serie TV, episodio 4x26 (1955)
- It's a Great Life – serie TV, episodio 2x05 (1955)
- Frida (My Friend Flicka) – serie TV, episodio 1x32 (1956)
- Sheriff of Cochise – serie TV, episodio 2x16 (1956)
- The Adventures of Jim Bowie – serie TV, episodio 1x14 (1956)
- Telephone Time – serie TV, episodio 2x14 (1956)
- Official Detective – serie TV, episodio 1x36 (1958)
- Rescue 8 – serie TV, episodio 1x19 (1959)
- Il tenente Ballinger (M Squad) – serie TV, episodio 2x37 (1959)
- Sunday Showcase – serie TV, episodio 1x07 (1959)
- Johnny Midnight – serie TV, 1 episodio (1960)
- Tightrope – serie TV, episodio 1x23 (1960)
- Overland Trail – serie TV, episodio 1x11 (1960)
- The Texan – serie TV, episodi 2x24-2x38 (1960)
- Bachelor Father – serie TV, episodio 4x10 (1960)
- The Roaring 20's – serie TV, episodio 2x07 (1961)
- General Electric Theater – serie TV, episodio 9x23 (1961)
- Have Gun - Will Travel – serie TV, episodi 1x17-4x02-5x26 (1958-1962)
- Gli intoccabili (The Untouchables) – serie TV, episodi 1x08-3x21 (1959-1962)
- The Many Loves of Dobie Gillis – serie TV, episodio 3x31 (1962)
- The Dick Powell Show – serie TV, episodi 2x16-2x17 (1963)
- The Travels of Jaimie McPheeters – serie TV, episodio 1x21 (1964)
- Carovane verso il West (Wagon Train) – serie TV, episodio 7x25 (1964)
- Perry Mason – serie TV, episodi 7x04-8x01 (1963-1964)
- I mostri (The Munsters) – serie TV, episodio 1x09 (1964)
- The Bill Dana Show – serie TV, episodio 2x13 (1964)
- Mister Ed, il mulo parlante (Mister Ed) – serie TV, episodio 6x01 (1965)
- Laredo – serie TV, episodio 1x13 (1965)
- I forti di Forte Coraggio (F Troop) – serie TV, episodio 1x17 (1966)
- Daniel Boone – serie TV, episodi 1x06-2x16 (1964-1966)
- Cavaliere solitario (The Loner) – serie TV, episodio 1x24 (1966)
- L'isola di Gilligan (Gilligan's Island) – serie TV, episodio 2x29 (1966)
- Mister Terrific – serie TV, episodio 1x06 (1967)
- Rango – serie TV, episodio 1x08 (1967)
- It's About Time – serie TV, 19 episodi (1966-1967)
- Batman – serie TV, episodio 3x03 (1967)
- Strega per amore (I Dream of Jeannie) – serie TV, episodio 3x12 (1967)
- The Beverly Hillbillies – serie TV, episodio 6x23 (1968)
- Io e i miei tre figli (My Three Sons) – serie TV, episodio 9x17 (1969)
- La terra dei giganti (Land of the Giants) – serie TV, episodio 2x06 (1969)
- Bonanza – serie TV, episodi 9x34-11x11 (1968-1969)
- Love, American Style – serie TV, episodio 1x15 (1970)
- Adam-12 – serie TV, episodio 2x24 (1970)
- Giulia (Julia) – serie TV, episodio 3x20 (1971)
- Mannix – serie TV, episodio 5x06 (1971)
- Gunsmoke – serie TV, episodio 17x07 (1971)
- Gli orsacchiotti di Chicago (The Chicago Teddy Bears) – serie TV, 4 episodi (1971)
- Kung Fu – serie TV, episodio 1x12 (1973)
- Switch – serie TV, episodio 2x21 (1977)
- Incredible Rocky Mountain Race, regia di James L. Conway – film TV (1977)
- Mad Bull, regia di Walter Doniger e Len Steckler – film TV (1977)
- Charlie's Angels – serie TV, episodio 3x10 (1978)
- Revenge of the Gray Gang, regia di Gary Nelson – film TV (1981)
- Le avventure di Huckleberry Finn (The Adventures of Huckleberry Finn), regia di Jack B. Hively – film TV (1981)
- Fantasilandia (Fantasy Island) – serie TV, episodi 6x09-6x22 (1983)

## Doppiatori italiani
Nelle versioni in italiano dei suoi film, Mike Mazurki è stato doppiato da:
- Cesare Polacco in Gli invincibili, Le vie della città, Il vagabondo della città morta, La corda di sabbia, I filibustieri dei mari del sud
- Luigi Pavese in Sansone e Dalila, Oceano rosso, A qualcuno piace caldo
- Mario Feliciani ne Il grande sentiero
- Emilio Cigoli in L'ombra del passato, Dakota
- Nino Pavese in La città nera
- Marcello Tusco in L'ombra del passato (ridoppiaggio)

È errata l'indicazione secondo cui Mike Mazurki sarebbe doppiato da Cesare Polacco anche in Nel mar dei Caraibi: in realtà in quel film Polacco doppia Brandon Hurst.